# グリーン郡 (イリノイ州)
グリーン郡（英: Greene County）は、アメリカ合衆国イリノイ州の西部に位置する郡である。2010年国勢調査での人口は13,886人であり、2000年の14,761人から5.9％減少した。郡庁所在地はキャロルトン（人口2,484人）であり、同郡で人口最大の都市はホワイトホール市（人口2,520人）である。

郡内にはコスター遺跡という考古学的に貴重な地域がある。そこでは7,000年以上前に人類が住居した証拠が発掘された。この遺跡から出た人工物はカンプスビルのアメリカ考古学センターに展示されている。

## 歴史
グリーン郡は1821年に設立され、アメリカ独立戦争の英雄であるナサニエル・グリーンに因んで名付けられた。

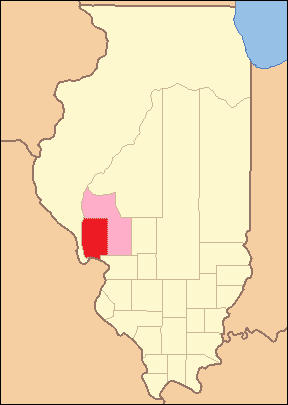
1821年創設時から1823年までの郡領域、暫定的に未編入領域が付設された
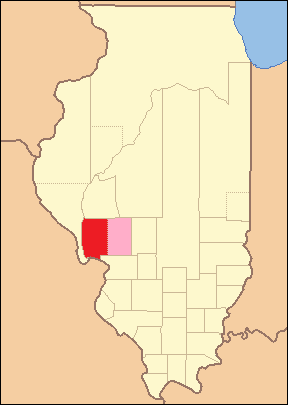
1823年から1825年まで
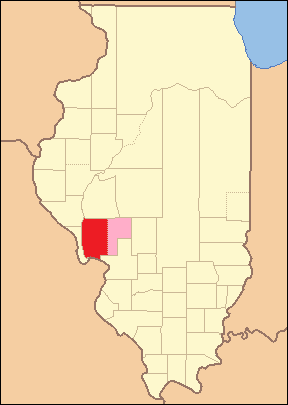
1825年から1829年まで
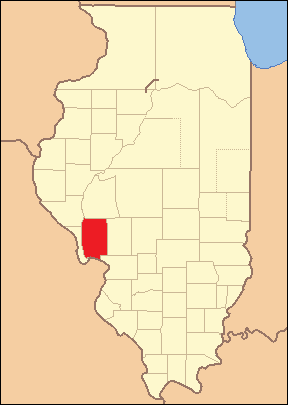
1829年から1839年まで
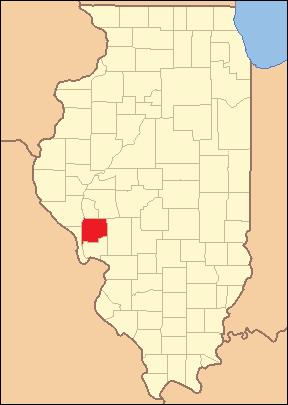
1839年にジャージー郡が分離してから現在の領域

## 地理
アメリカ合衆国国勢調査局に拠れば、郡域全面積は546.27平方マイル (1,414.8 km2)であり、このうち陸地543.02平方マイル (1,406.4 km2)、水域は3.25平方マイル (8.4 km2)で水域率は0.59％である。

### 主要高規格道路
- アメリカ国道67号線
- イリノイ州道100号線
- イリノイ州道108号線
- イリノイ州道267号線

### 隣接する郡
- スコット郡 - 北
- モーガン郡 - 北
- マクーピン郡 - 東
- ジャージー郡 - 南
- カルフーン郡 - 南西
- パイク郡 - 北西

### 国立保護地域
- 二河川国立野生生物保護区（アップル・クリークの地域）

## 気候と気象
近年、郡庁所在地であるキャロルトン市の平均気温は1月の16°F (-9 ℃) から7月の87°F (31 ℃) まで変化している。過去最低気温は1912年1月に記録された-26°F (-32 ℃) であり、過去最高気温は1934年7月に記録された113°F (45 ℃) である。月間降水量は1月の1.60インチ (41 mm) から5月の4.34インチ (110 mm) まで変化している。

## 人口動態

2000人口ピラミッド

以下は2000年国勢調査による人口統計データである。
| 基礎データ - 人口: 14,761人 - 世帯数: 5,757 世帯 - 家族数: 4,075 家族 - 人口密度: 10人/km2（27人/mi2） - 住居数: 6,332軒 - 住居密度: 4軒/km2（12軒/mi2） 人種別人口構成 - 白人: 98.06% - アフリカン・アメリカン: 0.75% - ネイティブ・アメリカン: 0.24% - アジア人: 0.11% - 太平洋諸島系: 0.02% - その他の人種: 0.22% - 混血: 0.60% - ヒスパニック・ラテン系: 0.52% 先祖による構成 - ドイツ系：29.2％ - アメリカ人：27.6％ - イギリス系：14.3％ - アイルランド系：10.2％ 言語による構成 - 英語：98.4％ | 年齢別人口構成 - 18歳未満: 25.5% - 18-24歳: 8.8% - 25-44歳: 26.4% - 45-64歳: 21.8% - 65歳以上: 17.5% - 年齢の中央値: 38歳 - 性比（女性100人あたり男性の人口） - 総人口: 96.6 - 18歳以上: 94.0 世帯と家族（対世帯数） - 18歳未満の子供がいる: 32.5% - 結婚・同居している夫婦: 57.0% - 未婚・離婚・死別女性が世帯主: 9.2% - 非家族世帯: 29.2% - 単身世帯: 25.7% - 65歳以上の老人1人暮らし: 14.1% - 平均構成人数 - 世帯: 2.51人 - 家族: 3.00人 収入と家計 - 収入の中央値 - 世帯: 31,754米ドル - 家族: 37,057米ドル - 性別 - 男性: 30,067米ドル - 女性: 20,269米ドル - 人口1人あたり収入: 15,246米ドル - 貧困線以下 - 対人口: 12.4% - 対家族数: 10.1% - 18歳未満: 14.8% - 65歳以上: 9.1% |

## 郡区
グリーン郡は下記13の郡区に分割されている。
| - アセンズビル - ブラフデール - キャロルトン - ケーン | - リンダー - パターソン - ロックブリッジ - ルードハウス | - ルビコン - ウォーカービル - ホワイトホール - ウッドビル | - ライツ |

## 都市と町
| 都市                                                                             | 村                                                                     | 未編入の町 |
| -------------------------------------------------------------------------------- | ---------------------------------------------------------------------- | --- |
| - キャロルトン - 郡庁所在地 - グリーンフィールド - ルードハウス - ホワイトホール | - エルドレッド - ヒルビュー - ケーン - ロックブリッジ - ウィルミントン | - バーロー - ベルタウン - バーダン - ドレイク（ハンクスステーション） - イーストハーディン - レイクセントラリア - オールドケーン |